# گمینا کوژنگا راچیبورسکا
گمینا کوژنگا راچیبورسکا (به لهستانی:  Gmina Kuźnia Raciborska) یک گمینا در لهستان است که در شهرستان راچیبوژ واقع شده‌است. گمینا کوژنگا راچیبورسکا ۱۲۶٫۸۴ کیلومتر مربع مساحت و ۱۲٬۱۶۵ نفر جمعیت دارد.

## نگارخانه

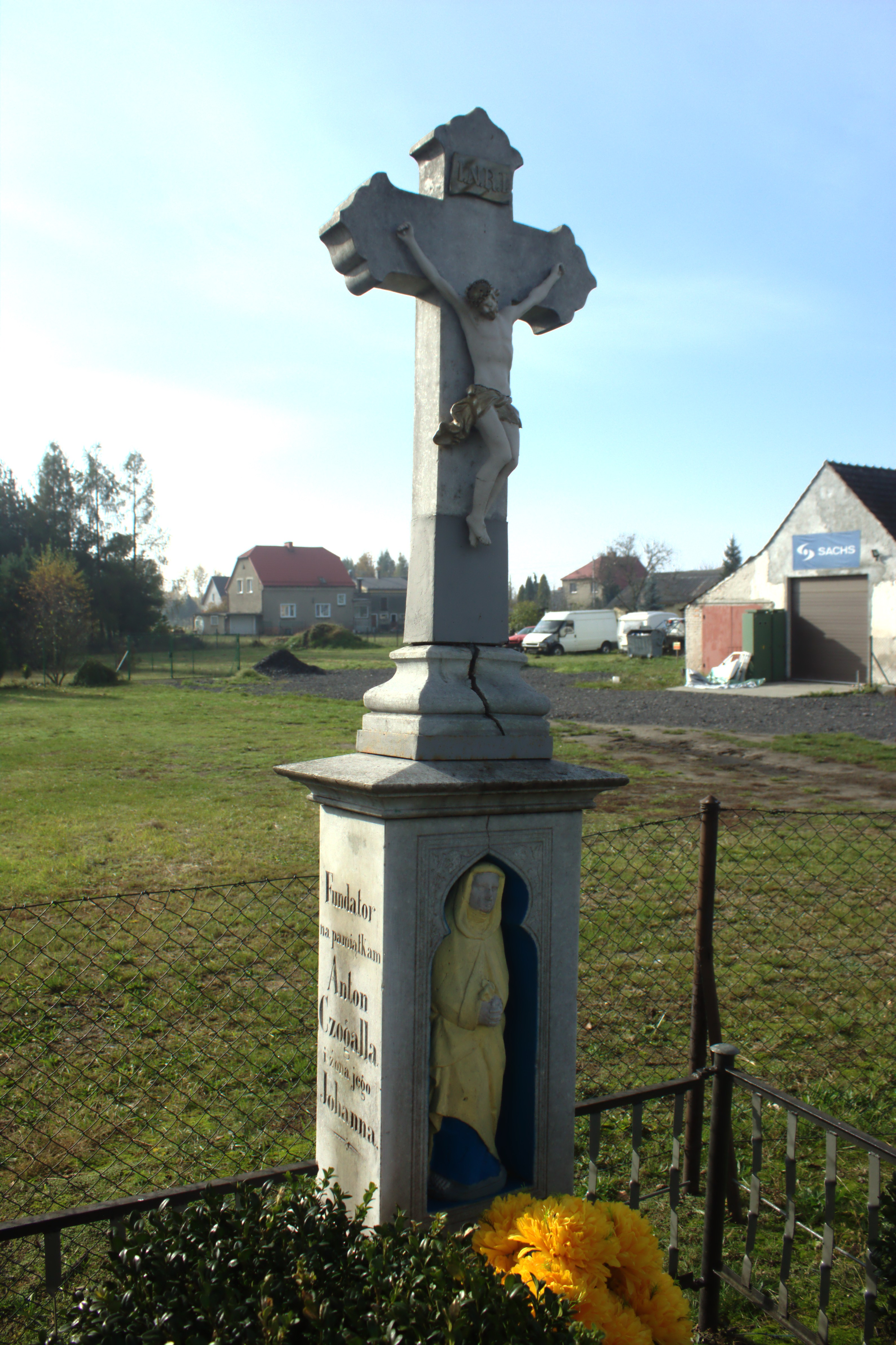
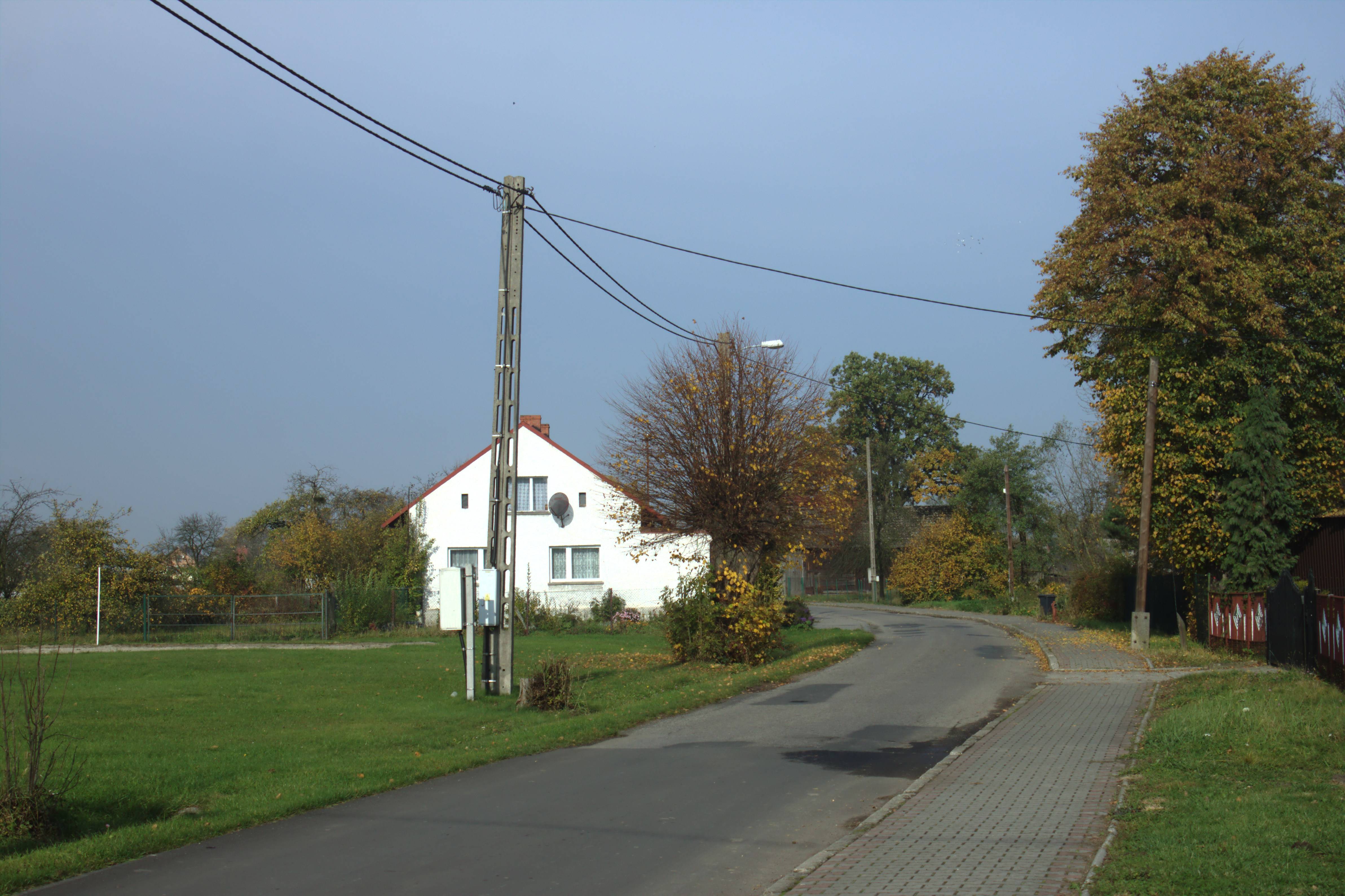
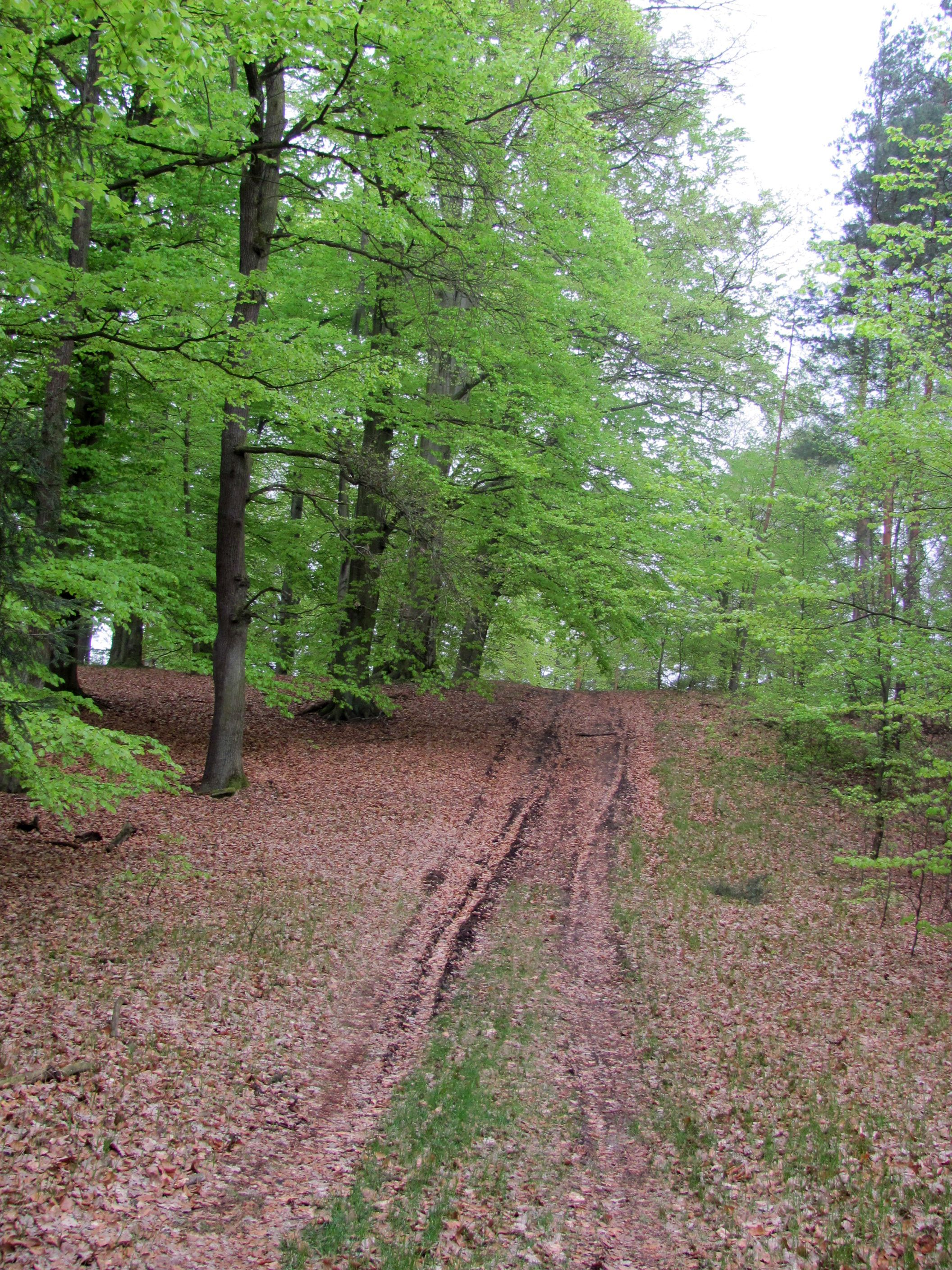